# Грин, Джек (легкоатлет)
Джек Питер Грин (англ. Jack Peter Green; род. 6 октября 1991, Мейдстон, Кент, Великобритания) — британский легкоатлет, специализирующийся в беге на 400 метров с барьерами. Бронзовый призёр чемпионата Европы 2016 года в эстафете 4×400 метров. Участник летних Олимпийских игр 2012 и 2016 годов.

## Биография
Со своей специализацией в лёгкой атлетике определился ещё в юношеские годы, когда стал призёром школьных соревнований в беге на 400 метров с барьерами. В 2009 году выступил на юниорском чемпионате Европы, где после второго места в забеге не вышел на старт полуфинала. А уже со следующего сезона начался стремительный рост его спортивных результатов. На чемпионате мира до 20 лет он финишировал пятым в финале, а в эстафете 4×400 метров выиграл бронзовую медаль.
В 2011 году стал чемпионом Европы среди молодёжи в беге на 400 метров с барьерами, обойдя соотечественника Натана Вудворда. Благодаря этому результату попал на чемпионат мира, где показал 15-е место в полуфинале и не попал в решающий забег. Несмотря на достойный результат для 19-летнего возраста, Грин назвал своё выступление провальным, а также «бесполезной тратой времени и денег».
Новый год он начинал с надеждой на олимпийское золото. Однако на домашних Олимпийских играх в Лондоне он снова дошёл только до полуфинала, где зацепил один из барьеров и упал. В эстафете 4×400 метров вместе с товарищами по команде стал четвёртым (отрыв от третьего места составил всего 0,13 секунды).
Неудачное, по мнению Джека, олимпийское выступление вкупе с его природным максимализмом стали причиной серьёзной депрессии, которая растянулась почти на два года. После провального начала 2013 года он принял решение оставить лёгкую атлетику. Летом он попробовал свои силы в регби, для чего даже прошёл предсезонные сборы с командой «Ньюкасл Фальконс», но в итоге приостановил свою спортивную карьеру и отказался от финансирования своих тренировок.
Только в 2014 году, после лечения антидепрессантами и нескольких сеансов у психотерапевта, организованных Британской федерацией лёгкой атлетики, Грин решил продолжить карьеру и начал тренироваться в американской Флориде у Лорена Сигрейва. Однако из-за серьёзной травмы спины, полученной в самом начале занятий, был вынужден пропустить ещё полгода и приступил к активной деятельности только в ноябре.
Вернулся в сборную Великобритании на чемпионате мира по эстафетам 2015 года, где стал шестым в эстафете 4×400 метров.
В 2016 году перешёл к своему первому тренеру, Джун Плюс. На чемпионате Европы в финале неудачно преодолел один из барьеров и сошёл с дистанции. В эстафете 4×400 метров бежал на третьем этапе и помог британской команде завоевать бронзовые медали.
На Олимпийских играх 2016 года занял последнее место в своём полуфинале и не пробился в восьмёрку сильнейших.
Окончил Университет Бата с дипломом в области спортивной науки.

## Основные результаты
| Год  | Турнир                          | Место проведения          | Дисциплина       | Место      | Результат |
| ---- | ------------------------------- | ------------------------- | ---------------- | ---------- | --------- |
| 2009 | Чемпионат Европы среди юниоров  | Нови-Сад, Сербия          | 400 м с/б        | — (1/2)    | DNS       |
| 2010 | Чемпионат мира среди юниоров    | Монктон, Канада           | 400 м с/б        | 5-е        | 50,49     |
| 2010 | Чемпионат мира среди юниоров    | Монктон, Канада           | эстафета 4×400 м | 3-е        | 3.06,49   |
| 2011 | Чемпионат Европы среди молодёжи | Острава, Чехия            | 400 м с/б        | 1-е        | 49,13     |
| 2011 | Чемпионат мира                  | Тэгу, Южная Корея         | 400 м с/б        | 15-е (1/2) | 49,62     |
| 2012 | Олимпийские игры                | Лондон, Великобритания    | 400 м с/б        | — (1/2)    | DNF       |
| 2012 | Олимпийские игры                | Лондон, Великобритания    | эстафета 4×400 м | 4-е        | 2.59,53   |
| 2013 | Чемпионат Европы среди молодёжи | Тампере, Финляндия        | 400 м с/б        | — (заб.)   | DNF       |
| 2015 | Чемпионат мира по эстафетам     | Нассау, Багамские Острова | эстафета 4×400 м | 6-е        | 3.01,51   |
| 2016 | Чемпионат Европы                | Амстердам, Нидерланды     | 400 м с/б        | —          | DNF       |
| 2016 | Чемпионат Европы                | Амстердам, Нидерланды     | эстафета 4×400 м | 3-е        | 3.01,44   |
| 2016 | Олимпийские игры                | Рио-де-Жанейро, Бразилия  | 400 м с/б        | 19-е (1/2) | 49,54     |